# Умершие в феврале 2007 года
Это список известных людей, соответствующих установленным критериям значимости (см. Википедия:Критерии значимости персоналий), умерших в феврале 2007 года.
Причина смерти указывается лишь в исключительных случаях (убийство, самоубийство, гибель в результате военных действий, смертная казнь, ДТП или несчастные случаи). В остальных случаях — не указывается.

## Список

### 1 февраля
- Хавьерре Ортас, Антонио Мария (85) — испанский кардинал.
- Коноваленко, Дмитрий Николаевич (36) — игрок клуба «Что? Где? Когда?».
- Менотти, Джанкарло (95) — американский композитор и либреттист итальянского происхождения.

### 2 февраля
- Паскаль, Жизель (85) — французская актриса театра и кино.
- Стогний, Анатолий Александрович (74) — украинский учёный, лауреат Государственной премии СССР, доктор физико-математических наук, автор научных трудов по математическому обеспечению ЭВМ.
- Такэмото, Масао (87) — японский гимнаст, олимпийский чемпион и чемпион мира.

### 3 февраля
- Федосов, Владимир Иванович (55) — советский и российский политик, кандидат политических наук, миротворец.

### 4 февраля
- Бауэр, Жозе Карлос (81) — бразильский футболист.
- Кормильцев, Илья Валерьевич (47) — российский поэт, переводчик, критик и издатель; рак позвоночника.
- Олицки, Джулс (84) — американский художник и скульптор.

### 5 февраля
- Бусыгин, Владимир Александрович (80) — оперный певец, Народный артист России.

### 6 февраля
- Бартельс, Вольфганг (66) — немецкий горнолыжник. Призёр зимних олимпийских игр а Инмбурге.
- Лейн, Фрэнки (93) — американский певец; осложнения после операции на бедре.
- Макдиармид, Алан (79) — новозеландский химик, лауреат Нобелевской премии по химии (2000).

### 7 февраля
- Ахмедов, Абдул Рамазанович (77) — российский архитектор, Народный архитектор СССР, лауреат Государственной премии СССР.
- Макдиармид, Алан (79) — американский физикохимик, лауреат Нобелевской премии по химии (2000, совместно с Аланом Хигером и Хидэки Сиракавой)

### 8 февраля
- Анна Николь Смит (39) — американская фотомодель и телеведущая; передозировка снотворного.
- Стивенсон, Ян (88) — канадско-американский биохимик и психиатр.
- Александр Немировский (87) — российский историк Древнего Рима и этрусской культуры, педагог, поэт, прозаик и переводчик.[histmpgu.borda.ru/?1-7-0-00000024-000-0-0-1171201066]
- Брайдер, Юрий Михайлович (59) — белорусский писатель-фантаст.

### 9 февраля
- Ричардсон, Иэн (72) — известный шотландский актёр.

### 10 февраля
- Кулаков, Владимир Иванович (69) — ведущий российский специалист в области акушерства и гинекологии, академик РАМН, профессор.
- Полянчев, Владимир Иванович (82) — советский и российский скульптор, краевед, педагог, журналист, общественный деятель. Почётный гражданин Зарайска.
- Чон Да-бин (69) — южнокорейская актриса.
- Штейн, Пётр Александрович (69) — российский театральный и телевизионный режиссёр.

### 11 февраля
- Орлов, Дмитрий Сергеевич (78) — российский почвовед, доктор биологических наук, профессор МГУ, лауреат Государственной премии России.
- Фредрикссон, Марианн (79) — шведская писательница и журналистка; инфаркт.

### 13 февраля
- Родионов, Сергей Михайлович (58) — российский учёный, член-корреспондент РАН, директор Института тектоники и геофизики им. Ю. А. Косыгина ДВО РАН.

### 14 февраля
- Вольф, Моисей Шимонович (84) — российский еврейский литератор, лексикограф идиша, врач-психиатр и эпилептолог, доктор медицинских наук.
- Морель, Соломон (Шломо) (87) — польский коммунист, сотрудник польской госбезопасности, обвинявшийся в военных преступлениях.

### 15 февраля
- Адлер, Роберт (93) — изобретатель пульта дистанционного управления.
- Шехтер, Мордхэ (79) — еврейский лингвист, педагог и лексикограф идиша (США).

### 17 февраля
- Алексеев, Анатолий Семёнович (78) — российский геофизик, академик РАН, лауреат Государственной премии СССР.
- Иванаускайте, Юрга (45) — литовская художница, писательница, путешественница.
- Морис Папон (96) — французский военный преступник[1].
- Жан Дювиньо (85) — французский социолог и антрополог, драматург, журналист.

### 20 февраля
- Альберт Мкртчян (80) — кинорежиссёр («Земля Санникова» и др. фильмы).
- Гари Хаюс (51) — нидерландский актёр.
- Лазарев, Владимир Васильевич (70) — русский философ, лингвист, профессор.

### 22 февраля
- Никита Хрущёв (младший) (47) — советский и российский журналист, много лет проработавший в газете «Московские новости»; внук Никиты Хрущёва; кровоизлияние в мозг[2].
- Радемакерс, Фонс (86) — голландский кинорежиссёр, лауреат «Оскара» (1986); эмфизема.

### 23 февраля
- Буххайм, Лотар-Гюнтер (89) — немецкий писатель; инфаркт.
- Йоадимнаджи, Паскаль (56) — премьер-министр Чада с 2005; инсульт.
- Геннадий Корольков (65) — советский и российский актёр, Заслуженный артист РСФСР; рак[3].
- Хайбуллин, Ильдус Бариевич (69) — российский физик, член-корреспондент РАН, лауреат Государственной премии СССР.
- Шаймерденов, Сафуан (84) — казахский писатель.

### 25 февраля
- Тимченов, Андрей Анатольевич (40) — русский поэт.

### 26 февраля
- Скляров, Иван Петрович (59) — губернатор Нижегородской области в 1997—2001.

### 27 февраля
- Константин Григорьев (70) — советский актёр и сценарист[4].
- Григорян, Александр Хоренович (55) — известный журналист, политолог и начальник главного управления информации при президенте НКР.

### 28 февраля
- Шлезингер, Артур (89) — американский историк, лауреат Пулитцеровской премии; инфаркт.
- Комеч, Алексей Ильич (70) — директор Института искусствознания, доктор искусствоведения, автор более 80 научных трудов по истории византийской и древнерусской архитектуры X-XV столетий, истории и теории реставрации памятников архитектуры.